# Hwang Jin-woo
Hwang Jin-Woo (Koreaans: 황진우, Hanja: 黄眞宇. 15 augustus 1983) is een Zuid-Koreaans autocoureur. Nadat hij in 2005 en 2006 twee titels in het Koreaanse GT-kampioenschap had gewonnen, rijdt hij sinds 2008 in de Super GT. Ook maakte hij een aantal starts voor het A1 Team Korea in de A1GP.

## A1GP resultaten
| Jaar    | Inschrijving  | 1          | 2         | 3          | 4          | 5           | 6           | 7       | 8       | 9       | 10      | 11      | 12      | 13      | 14      | Rang | Punten |
| ------- | ------------- | ---------- | --------- | ---------- | ---------- | ----------- | ----------- | ------- | ------- | ------- | ------- | ------- | ------- | ------- | ------- | ---- | ------ |
| 2008-09 | A1 Team Korea | NED SPR NF | NED FEA 7 | CHI SPR 19 | CHI FEA 17 | MAL SPR DNS | MAL FEA DNS | NZL SPR | NZL FEA | RSA SPR | RSA FEA | POR SPR | POR FEA | GBR SPR | GBR FEA | 19   | 4      |